# Chiesa di Sant'Antonio Abate (Barcellona Pozzo di Gotto)
La chiesa di Sant'Antonio Abate sorge su un'altura dell'omonimo quartiere nell'estrema periferia occidentale della città.  Appartenente all'arcidiocesi di Messina-Lipari-Santa Lucia del Mela, vicariato di Barcellona Pozzo di Gotto sotto il patrocinio di San Sebastiano, arcipretura di Barcellona Pozzo di Gotto, parrocchia di Sant'Antonio abate.

## Storia

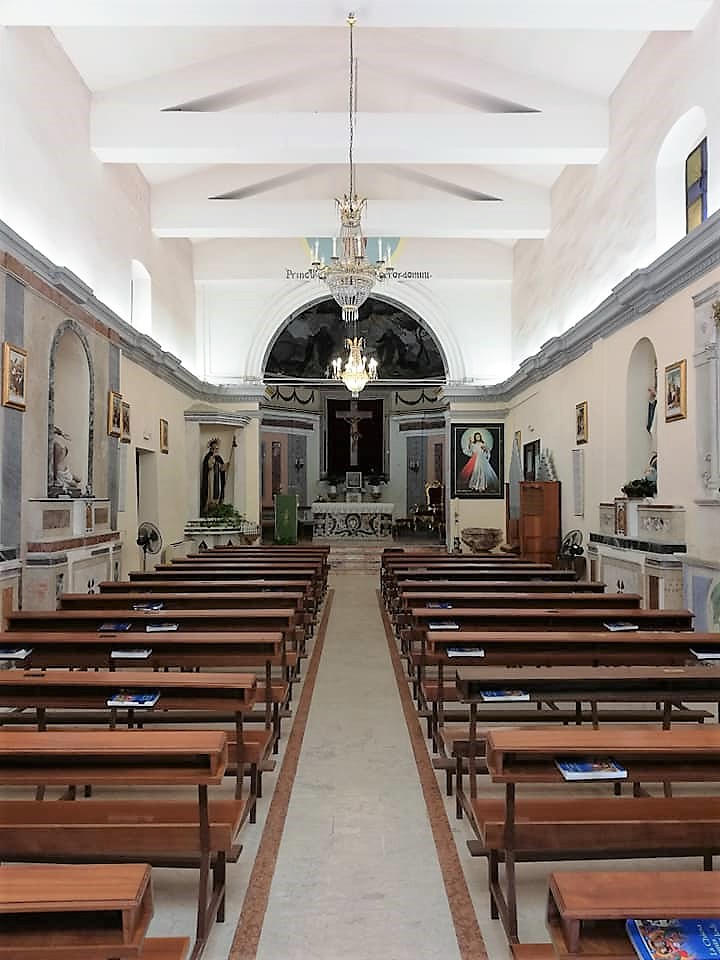
Navata.

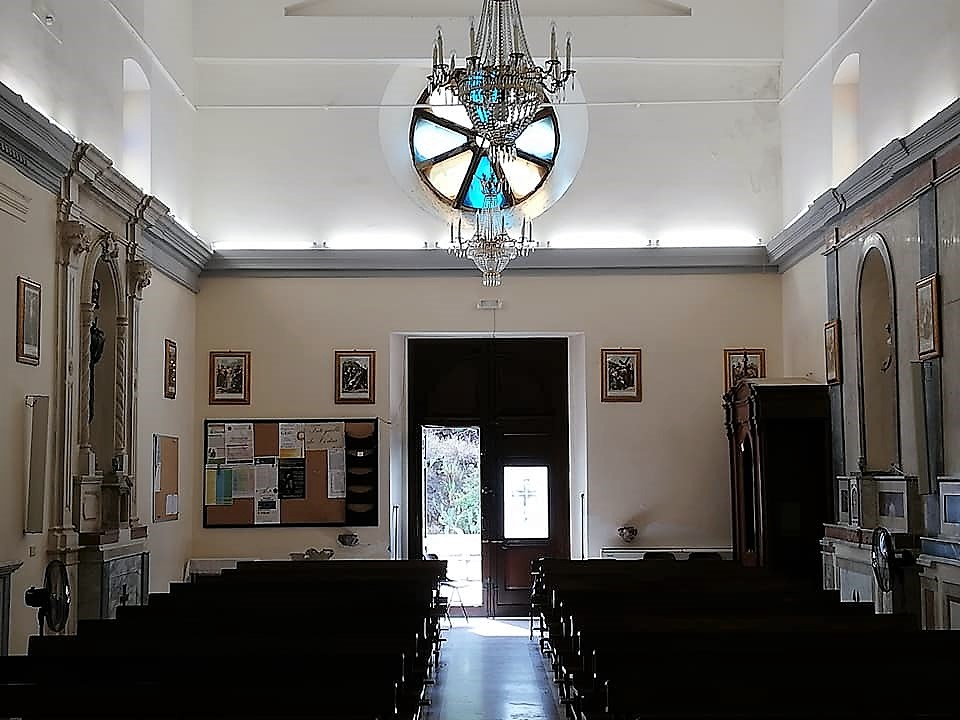
Controfacciata.

Il nome dell'abitato deriva dal titolo dell'antica chiesetta, anticamente appartenente al casale di Centineo, nel cui territorio è documentata la piccolissima chiesa dedicata a Sant'Antonio abate.
- 1590c., con le entrate delle gabelle sui terreni dei pascoli degli allevamenti della zona denominata «Garrisi di Sant'Antonio», dominata dalla primitiva chiesetta, i giurati di Castroreale garantivano i proventi della fabbrica del Duomo di Santa Maria Assunta e all'ordinaria manutenzione della chiesa del Santissimo Salvatore.
- 1637, una prima riedificazione è avviata nella prima metà del '600, a conferma la data posta sul piedistallo dell'acquasantiera recante l'iscrizione scolpita: "FIERI FECIT BERNARDUS BENEDICTUS ET CASALAINA. 1637".
- 1731, lo storico Francesco Ferrara riferisce che il luogo di culto è rimasto soggetto alla giurisdizione della Chiesa di Santa Maria della Visitazione di rito greco di Centineo, pur essendo ambedue dipendenti dall'arcipretura guidata dalla chiesa Madre di Castroreale. Nello stesso anno, il nucleo abitativo soggetto alla chiesa del casale di Centineo, dalla "relazione" dell'arciprete Cutropia e dalla descrizione dello storico gesuita Giovanni Andrea Massa, si evince elevato a casale.

Sotto il mandato dell'arciprete Giovanni Cutropia fu posto a custodia della costruzione un eremita, il quale, con le elemosine edificò una chiesa nuova. Un secondo eremita accrebbe e abbellì con proventi e donazioni la chiesa rustica, la relazione dell'epoca redatta per la descrizione del patrimonio immobiliare ecclesiastico, la descrive con tre cappelle: una dedicata a Sant'Antonio abate con quadro, una al Santissimo Crocifisso e un'altra alla Beatissima Vergine del Rosario.
- 1821, alla costituzione del nuovo comune di Barcellona Pozzo di Gotto l'edificio passa sotto la giurisdizione dell'arcipretura della chiesa di San Sebastiano.
- 1905, campanile e prospetto erano allineati, pertanto il sagrato era molto più grande. Lavori permettono l'ampliamento della parte anteriore con conseguente riduzione della piazza.
- 1943 21 febbraio, la chiesa è elevata a parrocchia autonoma con bolla dell'arcivescovo di Messina Angelo Paino.
- 1946 6 settembre, Riconoscimento giuridico.
- 1960c., nuovi interventi di restauro mirano al consolidamento delle strutture. I lavori compromettono la stabilità dell'edificio e stravolto l'aspetto esterno: sono stati demoliti i contrafforti sul lato ovest per allargare la via d'accesso al sagrato, i muri perimetrali sono stati caricati da telaio in cemento armato per permettere una moderna copertura del tetto, sacrificando il primitivo ed elegante tetto in legno originario.
- 1978 16 aprile, dopo il terremoto del Golfo di Patti l'edificio è stato nuovamente restaurato a causa dei danni subiti.
- 1990c., un ulteriore intervento di restauro è stato effettuato sul finire degli anni '90 alle strutture del tetto e dei muri perimetrali.

## Interno
Impianto a navata unica con altari addossati alle pareti laterali e simulacri custoditi in nicchie. 

### Parete destra
- Prima campata: Altare.
- Seconda campata: Altare di San Giuseppe e Gesù fanciullo.
- Terza campata: Altare dell'Immacolata Concezione. Nella nicchia la scultura raffigurante l'Immacolata Concezione, opera di Matteo Trovato.

### Parete sinistra
- Prima campata: Altare di Maria Santissima Ausiliatrice.
- Seconda campata: Altare di Santa Rita.
- Terza campata: Altare della Pietà.

### Presbiterio
Sant'Antonio Abate e la Santissima Trinità, affresco della calotta absidale. 

## Oratorio
- Oratorio «Padre Mariano Maio».

## Parroci
- Pasquale Ruggeri, 25 giugno 2019.